# Castello di Trois Fontaines
Il castello di Trois Fontaines (in francese château de Trois-Fontaines, in olandese Kasteel Dry Borre) è un castello, oggi in rovina, della Regione di Bruxelles-Capitale in Belgio, situato a Auderghem, chaussée de Wavre, n. 2241, al margine della foresta di Soignes, nella zona a sudest di Bruxelles.

## Descrizione

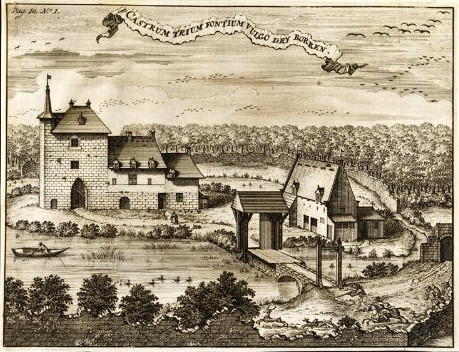
Castrum trium fontium, vulgo Dry Borren

Nel XVI secolo il maniero si componeva di una torre e di due piccoli corpi destinati agli alloggi con fondamenta in pietra e a singolo piano.
Anche la torre del maschio era in pietra e il suo portale d'accesso aveva un arco ogivale.
Le sue piccole finestre avevano forma quadrata e, sopra di esse, si vedeva una freccia.
Un ponte a singola arcata e un ponte levatoio permettevano l'accesso al castello, che era circondato su tutti i lati da un fossato con acqua.
Al massimo del suo sviluppo, il castello assunse una forma a L.
La facciata posteriore, la gran sala e il suo camino gotico, ancora visibili, datano al XV secolo.
Wauters nel 1855 descriveva così il castello:
(Alphonse Wauters, Histoire des environs de Bruxelles.)

## Storia
Questa sezione è principalmente basata sul testo di Alphonse Wauters. Le ricerche di Alphonse Wauters trattano solo fino al 1786.

### XIV secolo: le origini
La prima citazione del castello, già con il nome di Trois-Fontaines (Dryen Borren o Drie Borne) risale al 1329.
Fu la dimora del gruyer del ducato di Brabante, incaricato di supervisionare le casse del duca Giovanni II (morto nel 1312), dei suoi vassalli, di ecclesiastici e degli ospizi.
Costruito principalmente come prigione per i bracconieri e i colpevoli di reati di giurisdizione del Tribunal de la Foresterie o del Consistoire de la Trompe.
Il sabato, vigilia della nascita di San Giovanni Battista, nel 1355, il duca Giovanni III fondò in questo castello (in cappella seu oratorio castri nostri de Tribus Fontibus) una cappellania in onore della Nostra Signora e di Santa Caterina.
Il beneficiario doveva celebrare la Messa quattro volte alla settimana e risiedere in un'abitazione prossima alle mura del castello (in domo cum attinentiis suis ante mœnia castri), che in precedenza era stata occupata dal cuoco del duca Godefroid.
Giovanni III dotò questo beneficio di una rendita consistente in 15 scudi vecchi, 10 piccoli fiorini di Firenze, 12 moggi di segale, 50 misure di legna, 25 moggi di carbone e concesse al possessore il diritto di fare pascolare nella foresta 4 vacche o 4 giumente.
Nel 1373, il sindaco di Lovanio vi condusse Arnoul Van Redingen, che era stato arrestato a Vorde bij der Loo, ma la città di Lovanio si lamentò perché i suoi borghesi non potevano essere imprigionati al di fuori delle sue mura e il duca Venceslao non ebbe altra scelta, il giorno di San Giorgio nel 1373, che ordinare al sindaco di rilasciare Arnoul.
Tuttavia, nel 1377, per ordine dello stesso duca, fu commessa la stessa infrazione ai privilegi di Lovanio e questo non poté ottenere giustizia.

### XV secolo
Il 13 settembre 1446 Filippo il Buono unì questa cappellania alla mensa conventuale dei religiosi della Chiesa di Saint Jacques-sur-Coudenberg su richiesta del prevosto Gilles Strael anche per compensare le importanti perdite finanziarie subite dal convento a causa della fluttuazione di valore della moneta.
Inoltre, quando la cappella del castello cadde in rovina (ob ruinæ cappellæ), il duca dichiarò che le messe che fino ad allora erano qui state celebrate, in seguito sarebbero state celebrate nella cappella della sua dimora di Boitsfort (in cappella domus nostre de Boutsfort) fino a quando non fosse stato restaurato il primo di questi oratori o fosse stato disposto diversamente della cappellania.

### XVI secolo
Sotto il regno di Filippo II, la prigione fu completamente désolée, brûlée et ruinée (devastata, bruciata e ridotta in rovina).
Un sergente della foresta, Philippe De Meestere, ottenne in questo periodo l'autorizzazione a edificare un rifugio fino a nuovo ordine e con la condizione di sorvegliare i materiali restanti affinché potessero in seguito essere riutilizzati (13 dicembre 1585).

### XVII secolo
In virtù di lettere di brevetto del 6 agosto 1680, concesse al gruyer Madoets che questo ufficiale sarebbe stato di diritto concierge o castellano di Trois Fontaines, che doveva mantenere, così come determinò il Consiglio delle Finanze il giorno 25 dello stesso mese. Negli ultimi tempi il gruyer fu ordinariamente anche il tenente del gran cacciatore.

### XVIII secolo: abbandono della struttura
Nel 1730, la nuova chaussée de Wavre terminava all'altezza del castello (solo dopo il 1736 fu prolungata fino a Jezus-Eik). La si vede chiaramente indicata sulla carta di de Ferraris.
Dopo il XVI secolo, il castello fu utilizzato come prigione, principalmente per bracconieri e ladri di legname, ma, il 6 maggio 1786, gli arciduchi Alberto e Maria Cristina ordinarono che i prigionieri ivi detenuti fossero trasferiti e detenuti nelle prigioni della porta di Laeken a Bruxelles.
Charles Théodore de l'Escaille fu dunque l'ultimo warantmaître (guardiacaccia) a occupare questo luogo; la sua funzione fu soppressa da Joseph II nel 1793. Trois Fontaines fu quindi abbandonata e cadde in rovina.

### XIX secolo: la privatizzazione
Il castello continuò a essere danneggiato. Nel 1822, la tenuta fu inclusa nelle proprietà della Société générale de Belgique, che allora acquisì l'intera foresta di Sognes.
Questa società vendette poi i resti del maschio e gli edifici rimanenti divennero un'azienda, che appartenne a Josse Devisser nel 1832, ai Marnix nel 1845 e ai Vinck a partire dal 1882.

### XX secolo
Dal 1901 al 1906, la tenuta appartenne a François Sombrijn. Lo Stato belga acquistò la proprietà nel 1906, nell'ottica di proteggerla e vi alloggiano degli operai.
La società Conseil de Trois-Fontaines fece restaurare il castello tra il 1973 e il 1976 e vi organizzò mostre attorno al tema della foresta di Soignes. Dal 1973 il castello fu gestito dall'Institut bruxellois pour la gestion de l'environnement.
Nel 1986, i ruderi del castello furono classificati come monumento storico con il Decreto reale del 19 novembre 1986 Archiviato l'8 novembre 2014 in Internet Archive. (ref.  2232-0010/0).
Dal 1991, il castello è di proprietà della Regione di Bruxelles-Capitale.

### XXI secolo
A partire dal marzo 2014, la proprietà fa parte della Région des bâtiments della Regione di Bruxelles-Capitale.

## Iconografia

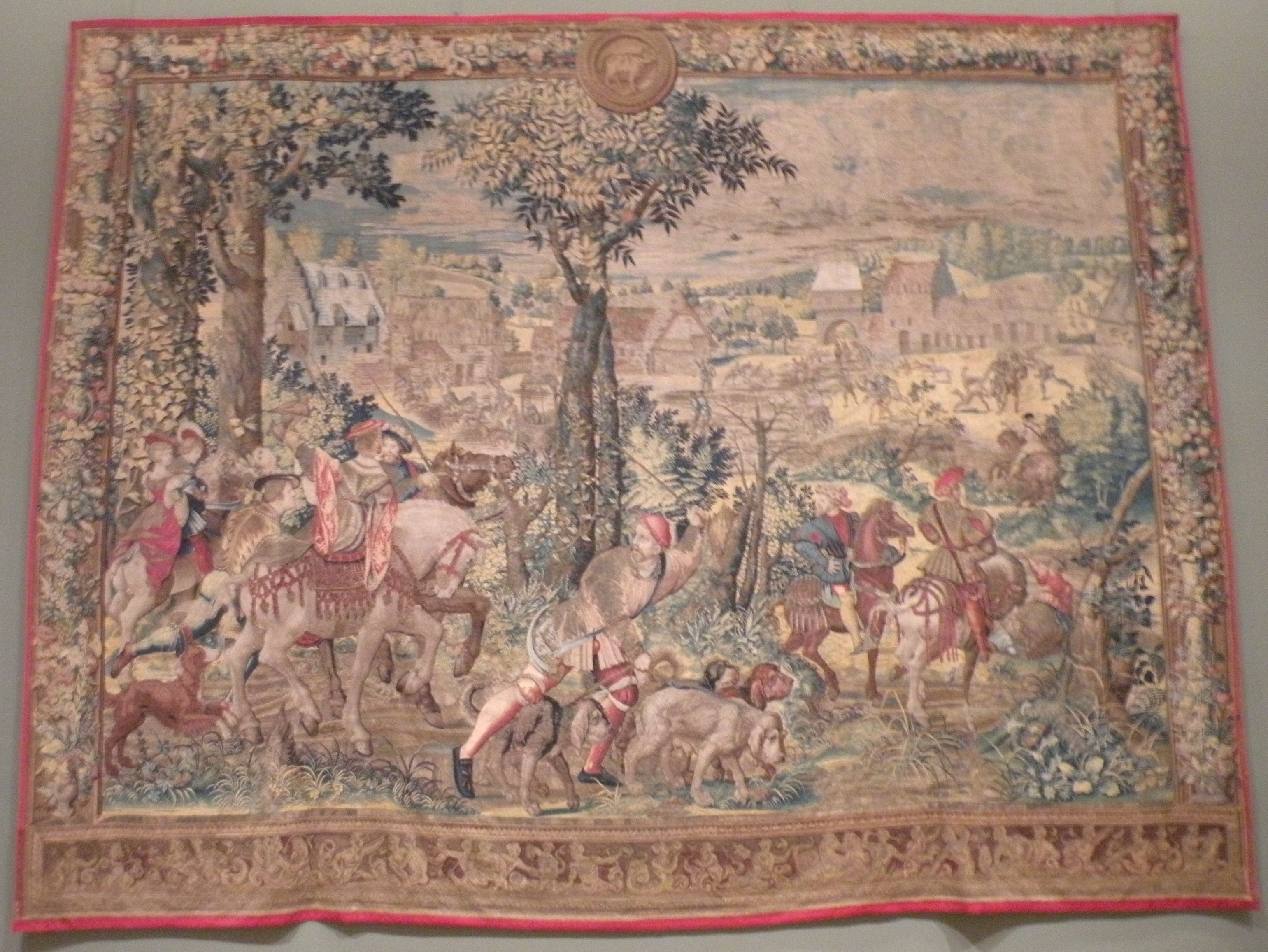
Les Chasses de Maximilien. Avril (verso il 1532)

- circa 1532. La più antica rappresentazione conosciuta del castello compare sull'arazzo dedicato al mese d'aprile della serie detta Les Belles Chasses de Maximilien[14][15].
- 1659. Lucas Vorsterman il Giovane (1624-1667)[16], Castrum trium fontium, vulgo Dry Borren, incisione, rappresentazione del castello nel 1659.
- 1659. Antica incisione pubblicata da Antoine Sandérus (1586-1664).
- XIX secolo. Paul Vitzthumb (1761–1838, figlio di Ignaz Vitzthumb), Vue du chastel dit Dry Borren.

## Collegamento con mezzi pubblici
- Linea bus 41, fermata Sacré-Cœur/Heilig-Hart.
- Linea bus 72, fermata ADEPS.